# Johann Karl von Hedlinger

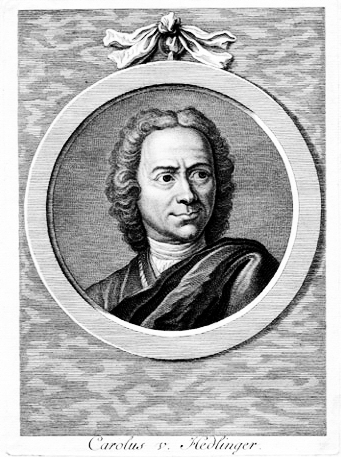
Johann Karl Hedlinger
Stich von Christian von Mechel, 1775

 Johann Karl von Hedlinger  (* 28. März 1691 in Seewen (Gemeinde Schwyz), Kanton Schwyz; † 14. März 1771 in Schwyz, Kanton Schwyz) war ein schweizerisch-schwedischer Medailleur.

## Leben und Werk
Johann Karl von Hedlinger war der Sohn des Schweizer Bergwerksaufsehers Johann Baptist H. Hedlinger und der Anne Elisabeth Betschard. Er ging erst in Seewen und 1700, als sein Vater Bergwerksaufseher im Bolenzer- und Blegnotal wurde, dort in das Gymnasium in Bellinzona.
Mit Erfolg und väterlicher Unterstützung versuchte er sich im Zeichnen und in der Stechkunst, zu der er seine eigenen Werkzeuge anfertigte. Im Jahre 1709 schickte ihn der Vater in die Lehre zu dem Luzerner Wilhelm Krauer, der damals Münzmeister in Sion war, aber schon ein Jahr darauf Münzmeister in Luzern und später zum Pächter der Münze des Bischofs von Basel sowie der Stadt Biel wurde. Von jenem Wilhelm Krauer lernte Hedlinger das Gravieren, die Kunst des Goldschmieds und des Juweliers. Unter der Aufsicht seines Meisters schnitt er in der Zeit von 1710 bis 1714 die luzernischen Münzstempel und schnitt und prägte die Münzen von Montbéliard und Porrentruy. Seine Lehre wurde 1712 durch den Krieg der fünf katholischen Orte der Eidgenossenschaft gegen Zürich und Bern unterbrochen, an dem er als Freiwilliger und Lieutenant im Luzerner Corps teilnahm.

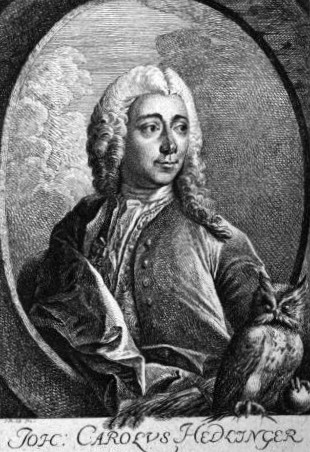
Johann Karl Hedlinger, Porträt um 1770.

1717 brach er von Luzern nach Nancy auf, um bei dem dortigen Hofmedailleur Ferdinand Saint-Urbain seine Kenntnisse zu vervollkommnen. Ohne Begleit- oder Empfehlungsschreiben versehen wurde er zunächst abgewiesen und hielt sich in seiner Mietwohnung mit Bossierarbeiten über Wasser. Hedlinger wurde, als Saint-Urbain sie sah, in dessen Werkstatt aufgenommen. Als sein Meister einige Monate später nach Rom reiste, schlug er das Angebot Saint-Urbains, mitzukommen, aus und zog stattdessen nach Paris, dem Zentrum der Medailleurkunst.
In Paris fand Hedlinger schnell Zutritt in die Künstlergemeinschaft der Medailleure und freundete sich insbesondere mit François Roettiers und Launay an. Von Launay übernahm er sogar die Ausführung einiger vom König in Auftrag gegebenen Medaillen, der sich von seinen Arbeiten überaus erfreut zeigte und ihm als Zeichen des Danks eine goldene Dose verehrte. Als Hedlinger 18 Monate später nach England reisen wollte, wurde er mit anderen zusammen von Baron Görz an- bzw. abgeworben, an den Hof des jungen schwedischen Königs Karl XII. zu kommen, der zu dem damaligen Zeitpunkt Norwegen besetzte.
Hedlinger verzichtete auf das angebotene Reisegeld und machte ein Verbleiben am Hofe von einem Probestück abhängig, das dem schwedischen Königs Karl XII. gefallen müsse. Im Herbst 1718 traf er in Norwegen den schwedischen Königs Karl XII., der kurz vor der Belagerung der Festung Fredrikshald stand. Hedlinger fertigte ihm einen Stempel als Probestück an, der dem König so ausgezeichnet gefiel, dass er ihn nach Stockholm schickte. Zugleich befahl der König, allen Wünschen Hedlingers nachzukommen, damit dieser am Hofe bliebe. In Stockholm angekommen, erhielt Hedlinger die Stelle des kurz zuvor verstorbenen Arvid Karlstein, der ein Schüler von Roëttiers gewesen war, und wurde Direktor der königlichen Münze. Sein zu Beginn noch zeitlich begrenzter Vertrag wurde bald in einen lebenslänglichen, noch vorteilhafteren umgewandelt und Hedlinger versprach, Schüler für den königlichen Dienst heranzubilden.
Am 30. November 1718 fiel Karl XII. im Alter von 36 Jahren während der Belagerung der Festung Fredrikshald und seine Schwester Ulrika Eleonora trat seine Nachfolge an. Sie war mit dem Landgrafen Friedrich von Hessen-Kassel verheiratet. Ulrika Eleonora leitete Friedensverhandlungen ein, um den Krieg zu beenden, der Schweden um seine Stellung als Großmacht im Ostseeraum gebracht hatte.
Sie gewährte Hedlinger die gleiche Gunst wie ihr Bruder, dem dieser bereits vier Medaillen gewidmet hatte. Neben seinen Amtsgeschäften fand er noch Zeit, auf ihre Krönung zur Königin von Schweden am 11. Dezember 1718, die Krönung ihres Mannes zum König von Schweden am 3. Mai 1720 und auf den Senatspräsidenten und Reichskanzler Graf Arvid Horn jeweils eine Medaille zu fertigen, die ihm die Anerkennung des neuen Herrscherpaares und der schwedischen Gesellschaft brachten. In den nächsten Jahren wurde Hedlinger auch im Ausland für seine Arbeiten berühmt. Stockholm entwickelte sich neben Paris zu einem weiteren Zentrum der europäischen Medailleurkunst.
1723 versuchte Zar Peter der Große, der ihn schon in Paris gesehen hatte, ihn vergeblich mit Versprechungen nach Sankt Petersburg zu locken.
Im Jahr 1725 fertigte Hedlinger eine Medaille auf den Kaiser Karl VI. an und erhielt ein Jahr darauf Urlaub für eine Reise nach Italien, die er bei der Anreise auch zu einem Abstecher in die Schweiz nutzte. Er durchreiste Italien bis Neapel. Dort verbrachte er einige Zeit und schloss Freundschaft mit dem Maler Pietro Sollima, bevor er nach Rom weiter reiste, wo er schnell Aufnahme in der dortigen Künstlerkolonie fand und sich mit den Malern Francesco Trevisani und Ghezi, dem Bildhauer Camillo Rusconi, dem Luzerner Kupferstecher J. J. Frey und dem Antiquar Francesco de’ Ficoroni anfreundete. Dem Papst Benedikt XIII. machte er seine Aufwartung mit einer Medaille auf ihn, worauf dieser ihn mit dem Ritterkreuz des Christusordens beschenkte.
In Begleitung des schwedischen Malers George Desmarées traf er nach 18 Monaten wieder in Schweden ein. Eine schwere Krankheit überwand er glücklich und lehnte 1728 einen Ruf des polnischen Königs und sächsischen Kurfürsten August des Starken, nach Polen zu kommen, ab. Inspiriert von der Antike und seiner Italienreise entstand eine seiner schönsten Medaillen: Auf dem Avers war ohne Nennung seines Namens seine Büste abgebildet, auf dem Revers eine mit Helm und Speer der Minerva bewaffnete Eule, sowie in griechischen Unzialen die Umschrift „ΛΑΓΟΜ“ festgehalten, die für das schwedische Wort „lagom“ stand, so viel wie maßhaltend oder „nicht zu viel, nicht zu wenig“ bedeutete und sein Wahlspruch war.
Neben neuen Medaillen auf das regierende Königspaar und auf herausragende Persönlichkeiten der schwedischen Gesellschaft fertigte er auch eine Serie aller schwedischen Könige, die mit Björn I. begann und bis zu dem damals herrschenden König Friedrich reichte. Zu den Nummern zwei bis neun fehlten geeignete Vorlagen und so kam ihre Ausführung nicht zustande. Die Nummer eins und die Folge von 30 bis 56 führte Hedlinger selber aus, während die restlichen Nummern zehn bis 29 nach seinen Entwürfen und unter seiner Aufsicht von seinem Schüler Daniel Fährmann geschaffen wurden.
Ein zweiter gewährter Urlaub führte Hedlinger auf Einladung der Zarin Anna Iwanowna 1735 nach St. Petersburg, wo er bis 1737 blieb. Auch Anna Iwanowna verewigte er auf einer Medaille. Eine zweite Einladung an den russischen Hof in St. Petersburg zur neuen Zarin Elisabeth Petrowna schlug er 1741 aus und schickte ihr an seiner Stelle ein Medaillon mit einem Bildnis von ihr auf dem Avers. Während seines dritten Urlaubs besuchte er sein Heimatland Schweiz. Hier heiratete er mit 50 Jahren Maria Rosa Franziska Schorno, die aus dem alten schweizerischen Geschlecht der Schorno stammte, und lebte mit ihr in Freiburg in der Schweiz. Auf einer Reise durch Deutschland empfing ihn Friedrich der Große in Berlin mit allen Ehren und versuchte ihn ebenfalls zu halten, doch ohne Erfolg.

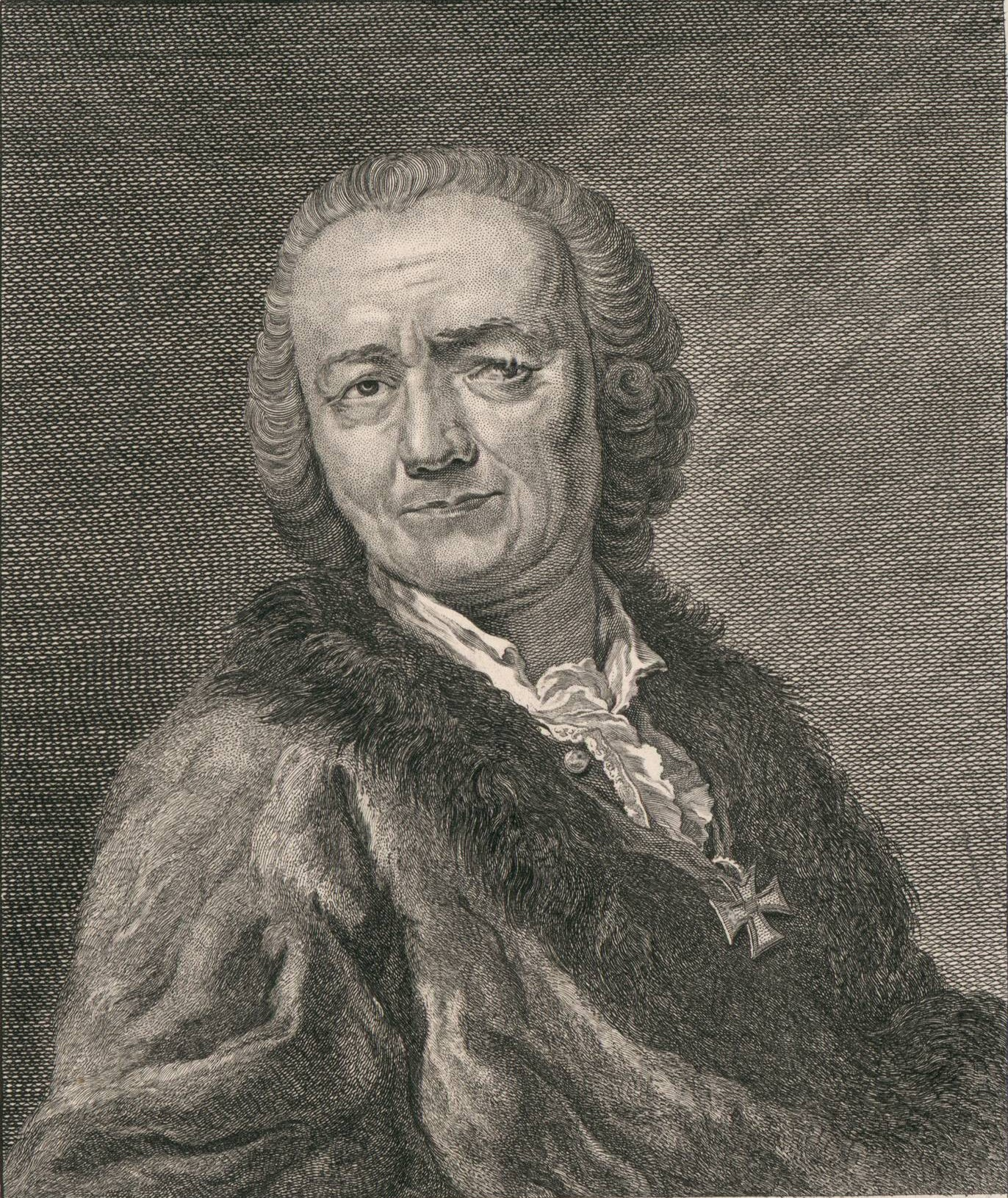
Altersbildnis von Johann Karl von Hedlinger in Johann Caspar Lavaters Physiognomischen Fragmenten, um 1775.

Im Jahre 1744 kehrte Hedlinger allein nach Stockholm zurück, wo er den Titel eines Hofintendanten erhielt und zum Mitglied der königlichen Wissenschaften ernannt wurde. Dies sollte ihn auch zum Bleiben in Schweden veranlassen, doch zog es ihn zu seiner Frau und in seine Heimat. Daher erbat er für sich den Abschied, der ihm schließlich gewährt wurde. Auf seinen Wunsch hin wurde sein Schüler Daniel Fährmann sein Nachfolger als Direktor der königlichen Münze. Im November 1745 brach Hedlinger von Stockholm aus zur Rückkehr in die Schweiz auf. Seine Medaillensammlung und Bibliothek, die schon vor ihm abgeschickt wurden, gingen bei einem Schiffbruch unter und mussten mühselig geborgen werden. Am Neujahrstag 1745 kam er in Freiburg an, zog aber in seinen Geburtsort Seewen um, wo er bis zu seinem Lebensende blieb. Er unternahm zwar noch kleinere Reisen, arbeitete aber in stiller Zurückgezogenheit in seiner Werkstatt und hatte im In- und Ausland einen regen Briefwechsel vor allem mit schwedischen Freunden und Medailleurkollegen.
In dieser letzten kreativen Periode schuf er Medaillen auf Könige und Fürsten, auf Friedrich den Großen, Kaiserin Maria Theresia, König Georg II. von Großbritannien, Landgraf Wilhelm VIII. von Hessen-Kassel und auf schwedische Staatsmänner und Gelehrte. Zudem fertigte er für die Akademie der Wissenschaften in Berlin eine Preismedaille, für die Republik Bern die große Verdienstmedaille und für das Kloster Einsiedeln eine Jubiläumsmedaille an, um nur einige zu erwähnen. Auch seiner Familie widmete er Medaillen. Seine Hochzeit 1741 und die seiner einzigen Tochter 1761 hielt er ebenso in einer Medaille fest, wie den frühen Tod seiner Frau im Jahr 1755. Eine weitere Medaille mit dem Bildnis seiner Tochter schuf er 1765. Zwei Medaillen blieben jedoch unvollendet, als er am 14. März 1771 kurz vor seinem 80. Geburtstag in Seewen verstarb.
1748 wurde er als auswärtiges Mitglied in die Preußische Akademie der Wissenschaften aufgenommen.

## Werke

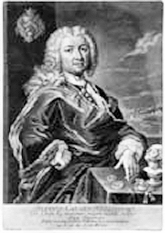
Johann Karl Hedlinger
J. J. Haid: »Des Ritters J. K. H. Medaillenwerk« (1781)

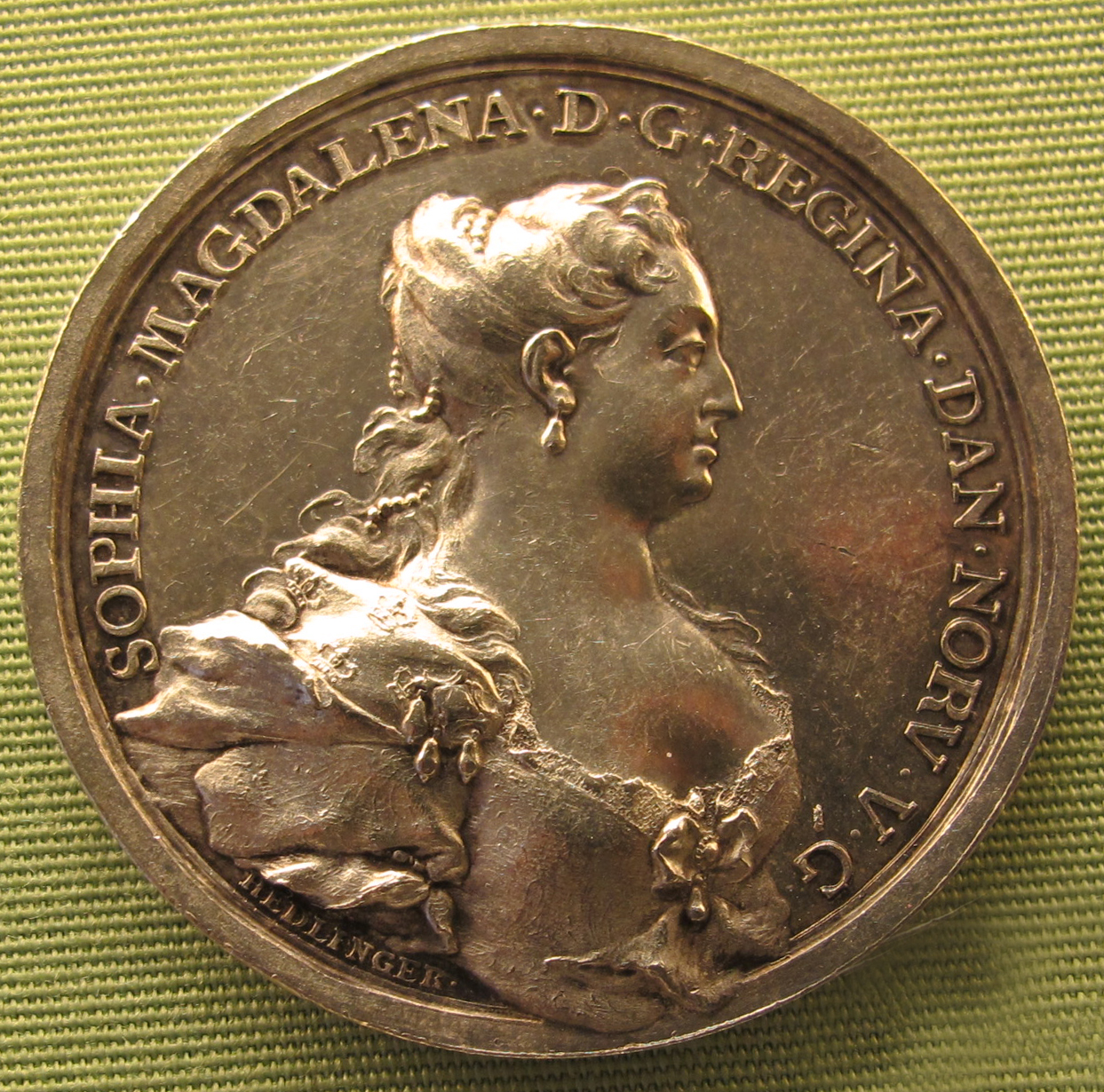
Sophie Magdalene, Königin von Dänemark, Medaille mit Sign. HEDLINGER

Sein Werk umfasst rund 300 Medaillen, Münzen, Wachsbossierungen, Siegel und Goldschmiedearbeiten.
- Vier Medaillen auf König Karl XII.
- Medaille auf die Krönung Ulrika Eleonora zur Königin von Schweden am 11. Dezember 1718
- Medaille auf die Krönung Friedrich von Hessen-Kassel zum König von Schweden am 3. Mai 1720
- Medaille auf den Senatspräsidenten und Kanzler Graf Arvid Horn 1720
- Medaille auf den Kaiser Karl VI. 1725
- Medaille auf Papst Benedict XIII. 1727
- Serie schwedischer Könige mit Björn I. beginnend um 1728
- Medaille auf die Zarin Anna Iwanowna Elisabeth Petrowna um 1736
- Medaille auf die Zarin Elisabeth Petrowna auf der Aversseite 1741
- Medaille auf seine eigene Hochzeit 1741
- Medaille auf Friedrich den Großen
- Medaille auf König Georg II. von Großbritannien
- Medaille auf Landgraf Wilhelm VIII. von Hessen-Kassel
- Preismedaille der Akademie der Wissenschaften in Berlin
- Große Verdienstmedaille der Republik Bern
- Jubiläumsmedaille des Klosters Einsiedeln
- Medaille auf den Tod seiner Frau, 1755
- Medaille auf die Hochzeit seiner Tochter, 1761,
- Medaille auf den schwedischen König Karl XII., Avers, 1765
- Medaille auf seine Tochter 1766
- Zweiter Revers auf die Medaille ΛΑΓΟΜ, unvollendet, 1771
- Dritte Medaille auf den schwedischen Senatspräsidenten und Reichskanzler Graf Karl Gustav Tessin, unvollendet, 1771